# سفوردویل (کانزاس)
سفوردویل (به انگلیسی: Saffordville) یک منطقهٔ مسکونی در ایالات متحده آمریکا است که در شهرستان چیس، کانزاس واقع شده‌است. سفوردویل ۳۴۸ متر بالاتر از سطح دریا واقع شده‌است.